# Tour de Yorkshire 2017
La 3.ª edición del Tour de Yorkshire fue una carrera de ciclismo en ruta por etapas que se celebró entre el 28 y el 30 de abril de 2017 en el Reino Unido con inicio en la ciudad de Bridlington y final en Sheffield sobre un recorrido de 490 km.
La carrera formó parte del UCI Europe Tour 2017, dentro de la categoría UCI 2.1.
La carrera fue ganada por el corredor belga Serge Pauwels del equipo Dimension Data, en segundo lugar Omar Fraile (Dimension Data) y en tercer lugar Jonathan Hivert (Direct Énergie).

## Equipos participantes
Tomaron parte en la carrera 18 equipos: 7 de categoría UCI ProTeam; 5 de categoría Profesional Continental; 5 de categoría Continental y el equipo nacional del Reino Unido. Formando así un pelotón de 135 ciclistas de los que acabaron 100. Los equipos participantes fueron:
| WorldTeams (7)- BMC Racing Team - Orica-Scott - Dimension Data - Team Sunweb - Katusha-Alpecin - Lotto NL-Jumbo - Sky Equipos continentales profesionales (5)- Aqua Blue Sport - Cofidis, Solutions Crédits - Direct Énergie - Roompot-Nederlandse Loterij - Delko Marseille Provence KTM Equipos continentales (5)- ONE Pro Cycling - JLT Condor - Madison Genesis - Bike Channel-Canyon - Team Raleigh GAC Equipo nacional- Gran Bretaña |
| |

## Etapas
| Etapa     | Fecha     | Recorrido                 | type                   | Distancia (km) | Ganador           | Líder             |
| --------- | --------- | ------------------------- | ---------------------- | -------------- | ----------------- | ----------------- |
| 1.ª etapa | 28 de abr | Bridlington – Scarborough | etapa escarpada        | 174            | Dylan Groenewegen | Dylan Groenewegen |
| 2.ª etapa | 29 de abr | Tadcaster – Harrogate     | etapa escarpada        | 122,5          | Nacer Bouhanni    | Caleb Ewan        |
| 3.ª etapa | 30 de abr | Bradford – Sheffield      | etapa de media montaña | 194,5          | Serge Pauwels     | Serge Pauwels     |

### 1ª etapa
| \| Clasificación de la etapa \| Clasificación de la etapa \| Clasificación de la etapa \| Clasificación de la etapa \| Clasificación de la etapa \| \| Ciclista \| Ciclista \| Equipo \| Tiempo \| \| \| ------------------------- \| ------------------------- \| --------------------------- \| ------------------------- \| ------------------------- \| \| 1.º \| Dylan Groenewegen \| LottoNL-Jumbo \| 4 h 09 min 38 s \| \| \| 2.º \| Caleb Ewan \| Orica-Scott \| + 0 s \| \| \| 3.º \| Christopher Opie \| Bike Channel-Canyon \| + 0 s \| \| \| 4.º \| Nacer Bouhanni \| Cofidis, Solutions Crédits \| + 0 s \| \| \| 5.º \| Steele Von Hoff \| ONE Pro Cycling \| + 0 s \| \| \| 6.º \| Kristian Sbaragli \| Dimension Data \| + 0 s \| \| \| 7.º \| André Looij \| Roompot-Nederlandse Loterij \| + 0 s \| \| \| 8.º \| Adam Blythe \| Aqua Blue Sport \| + 0 s \| \| \| 9.º \| Baptiste Planckaert \| Katusha-Alpecin \| + 0 s \| \| \| 10.º \| Enrique Sanz \| Team Raleigh GAC \| + 0 s \| \| |                     |                             |                 |
| |                     |                             |                 |
| |                     |                             |                 |
| Clasificación de la etapa |                     |                             |                 |
| Ciclista | Ciclista            | Equipo                      | Tiempo          |
| 1.º | Dylan Groenewegen   | LottoNL-Jumbo               | 4 h 09 min 38 s |
| 2.º | Caleb Ewan          | Orica-Scott                 | + 0 s           |
| 3.º | Christopher Opie    | Bike Channel-Canyon         | + 0 s           |
| 4.º | Nacer Bouhanni      | Cofidis, Solutions Crédits  | + 0 s           |
| 5.º | Steele Von Hoff     | ONE Pro Cycling             | + 0 s           |
| 6.º | Kristian Sbaragli   | Dimension Data              | + 0 s           |
| 7.º | André Looij         | Roompot-Nederlandse Loterij | + 0 s           |
| 8.º | Adam Blythe         | Aqua Blue Sport             | + 0 s           |
| 9.º | Baptiste Planckaert | Katusha-Alpecin             | + 0 s           |
| 10.º | Enrique Sanz        | Team Raleigh GAC            | + 0 s           |

| \| Clasificación general \| Clasificación general \| Clasificación general \| Clasificación general \| Clasificación general \| \| Ciclista \| Ciclista \| Equipo \| Tiempo \| \| \| --------------------- \| --------------------- \| ---------------------------- \| --------------------- \| --------------------- \| \| 1.º \| Dylan Groenewegen \| LottoNL-Jumbo \| 4 h 09 min 28 s \| \| \| 2.º \| Caleb Ewan \| Orica-Scott \| + 4 s \| \| \| 3.º \| Christopher Opie \| Bike Channel-Canyon \| + 6 s \| \| \| 4.º \| Ángel Madrazo \| Delko-Marseille Provence-KTM \| + 8 s \| \| \| 5.º \| Nacer Bouhanni \| Cofidis, Solutions Crédits \| + 10 s \| \| \| 6.º \| Steele Von Hoff \| ONE Pro Cycling \| + 10 s \| \| \| 7.º \| Kristian Sbaragli \| Dimension Data \| + 10 s \| \| \| 8.º \| André Looij \| Roompot-Nederlandse Loterij \| + 10 s \| \| \| 9.º \| Adam Blythe \| Aqua Blue Sport \| + 10 s \| \| \| 10.º \| Baptiste Planckaert \| Katusha-Alpecin \| + 10 s \| \| |                     |                              |                 |
| |                     |                              |                 |
| |                     |                              |                 |
| Clasificación general |                     |                              |                 |
| Ciclista | Ciclista            | Equipo                       | Tiempo          |
| 1.º | Dylan Groenewegen   | LottoNL-Jumbo                | 4 h 09 min 28 s |
| 2.º | Caleb Ewan          | Orica-Scott                  | + 4 s           |
| 3.º | Christopher Opie    | Bike Channel-Canyon          | + 6 s           |
| 4.º | Ángel Madrazo       | Delko-Marseille Provence-KTM | + 8 s           |
| 5.º | Nacer Bouhanni      | Cofidis, Solutions Crédits   | + 10 s          |
| 6.º | Steele Von Hoff     | ONE Pro Cycling              | + 10 s          |
| 7.º | Kristian Sbaragli   | Dimension Data               | + 10 s          |
| 8.º | André Looij         | Roompot-Nederlandse Loterij  | + 10 s          |
| 9.º | Adam Blythe         | Aqua Blue Sport              | + 10 s          |
| 10.º | Baptiste Planckaert | Katusha-Alpecin              | + 10 s          |

### 2ª etapa
| \| Clasificación de la etapa \| Clasificación de la etapa \| Clasificación de la etapa \| Clasificación de la etapa \| Clasificación de la etapa \| \| Ciclista \| Ciclista \| Equipo \| Tiempo \| \| \| ------------------------- \| ------------------------- \| -------------------------- \| ------------------------- \| ------------------------- \| \| 1.º \| Nacer Bouhanni \| Cofidis, Solutions Crédits \| 2 h 45 min 51 s \| \| \| 2.º \| Caleb Ewan \| Orica-Scott \| + 0 s \| \| \| 3.º \| Jonathan Hivert \| Direct Énergie \| + 0 s \| \| \| 4.º \| Dylan Groenewegen \| LottoNL-Jumbo \| + 0 s \| \| \| 5.º \| Christopher Lawless \| Gran Bretaña \| + 0 s \| \| \| 6.º \| Kristian Sbaragli \| Dimension Data \| + 0 s \| \| \| 7.º \| Søren Kragh Andersen \| Team Sunweb \| + 0 s \| \| \| 8.º \| Tony Hurel \| Direct Énergie \| + 0 s \| \| \| 9.º \| Matthew Holmes \| Madison Genesis \| + 0 s \| \| \| 10.º \| Adam Blythe \| Aqua Blue Sport \| + 0 s \| \| |                      |                            |                 |
| |                      |                            |                 |
| |                      |                            |                 |
| Clasificación de la etapa |                      |                            |                 |
| Ciclista | Ciclista             | Equipo                     | Tiempo          |
| 1.º | Nacer Bouhanni       | Cofidis, Solutions Crédits | 2 h 45 min 51 s |
| 2.º | Caleb Ewan           | Orica-Scott                | + 0 s           |
| 3.º | Jonathan Hivert      | Direct Énergie             | + 0 s           |
| 4.º | Dylan Groenewegen    | LottoNL-Jumbo              | + 0 s           |
| 5.º | Christopher Lawless  | Gran Bretaña               | + 0 s           |
| 6.º | Kristian Sbaragli    | Dimension Data             | + 0 s           |
| 7.º | Søren Kragh Andersen | Team Sunweb                | + 0 s           |
| 8.º | Tony Hurel           | Direct Énergie             | + 0 s           |
| 9.º | Matthew Holmes       | Madison Genesis            | + 0 s           |
| 10.º | Adam Blythe          | Aqua Blue Sport            | + 0 s           |

| \| Clasificación general \| Clasificación general \| Clasificación general \| Clasificación general \| Clasificación general \| \| Ciclista \| Ciclista \| Equipo \| Tiempo \| \| \| --------------------- \| --------------------- \| ---------------------------- \| --------------------- \| --------------------- \| \| 1.º \| Caleb Ewan \| Orica-Scott \| 6 h 55 min 17 s \| \| \| 2.º \| Nacer Bouhanni \| Cofidis, Solutions Crédits \| + 2 s \| \| \| 3.º \| Dylan Groenewegen \| LottoNL-Jumbo \| + 2 s \| \| \| 4.º \| Christopher Opie \| Bike Channel-Canyon \| + 8 s \| \| \| 5.º \| Jonathan Hivert \| Direct Énergie \| + 8 s \| \| \| 6.º \| Ángel Madrazo \| Delko-Marseille Provence-KTM \| + 10 s \| \| \| 7.º \| Kristian Sbaragli \| Dimension Data \| + 12 s \| \| \| 8.º \| Steele Von Hoff \| ONE Pro Cycling \| + 12 s \| \| \| 9.º \| Adam Blythe \| Aqua Blue Sport \| + 12 s \| \| \| 10.º \| Søren Kragh Andersen \| Team Sunweb \| + 12 s \| \| |                      |                              |                 |
| |                      |                              |                 |
| |                      |                              |                 |
| Clasificación general |                      |                              |                 |
| Ciclista | Ciclista             | Equipo                       | Tiempo          |
| 1.º | Caleb Ewan           | Orica-Scott                  | 6 h 55 min 17 s |
| 2.º | Nacer Bouhanni       | Cofidis, Solutions Crédits   | + 2 s           |
| 3.º | Dylan Groenewegen    | LottoNL-Jumbo                | + 2 s           |
| 4.º | Christopher Opie     | Bike Channel-Canyon          | + 8 s           |
| 5.º | Jonathan Hivert      | Direct Énergie               | + 8 s           |
| 6.º | Ángel Madrazo        | Delko-Marseille Provence-KTM | + 10 s          |
| 7.º | Kristian Sbaragli    | Dimension Data               | + 12 s          |
| 8.º | Steele Von Hoff      | ONE Pro Cycling              | + 12 s          |
| 9.º | Adam Blythe          | Aqua Blue Sport              | + 12 s          |
| 10.º | Søren Kragh Andersen | Team Sunweb                  | + 12 s          |

### 3ª etapa
| \| Clasificación de la etapa \| Clasificación de la etapa \| Clasificación de la etapa \| Clasificación de la etapa \| Clasificación de la etapa \| \| Ciclista \| Ciclista \| Equipo \| Tiempo \| \| \| ------------------------- \| ------------------------- \| ------------------------- \| ------------------------- \| ------------------------- \| \| 1.º \| Serge Pauwels \| Dimension Data \| 4 h 57 min 47 s \| \| \| 2.º \| Omar Fraile \| Dimension Data \| + 0 s \| \| \| 3.º \| Jonathan Hivert \| Direct Énergie \| + 6 s \| \| \| 4.º \| Brent Bookwalter \| BMC Racing Team \| + 6 s \| \| \| 5.º \| Tao Geoghegan Hart \| Team Sky \| + 8 s \| \| \| 6.º \| Maurits Lammertink \| Katusha-Alpecin \| + 8 s \| \| \| 7.º \| Matthew Holmes \| Madison Genesis \| + 8 s \| \| \| 8.º \| Mark Christian \| Aqua Blue Sport \| + 8 s \| \| \| 9.º \| Lennard Hofstede \| Team Sunweb \| + 8 s \| \| \| 10.º \| Joey Rosskopf \| BMC Racing Team \| + 23 s \| \| |                    |                 |                 |
| |                    |                 |                 |
| |                    |                 |                 |
| Clasificación de la etapa |                    |                 |                 |
| Ciclista | Ciclista           | Equipo          | Tiempo          |
| 1.º | Serge Pauwels      | Dimension Data  | 4 h 57 min 47 s |
| 2.º | Omar Fraile        | Dimension Data  | + 0 s           |
| 3.º | Jonathan Hivert    | Direct Énergie  | + 6 s           |
| 4.º | Brent Bookwalter   | BMC Racing Team | + 6 s           |
| 5.º | Tao Geoghegan Hart | Team Sky        | + 8 s           |
| 6.º | Maurits Lammertink | Katusha-Alpecin | + 8 s           |
| 7.º | Matthew Holmes     | Madison Genesis | + 8 s           |
| 8.º | Mark Christian     | Aqua Blue Sport | + 8 s           |
| 9.º | Lennard Hofstede   | Team Sunweb     | + 8 s           |
| 10.º | Joey Rosskopf      | BMC Racing Team | + 23 s          |

## Clasificaciones finales
- Las clasificaciones finalizaron de la siguiente forma:[5]

### Clasificación general
| \| Clasificación general \| Clasificación general \| Clasificación general \| Clasificación general \| Clasificación general \| \| Ciclista \| Ciclista \| Equipo \| Tiempo \| \| \| --------------------- \| --------------------- \| --------------------- \| --------------------- \| --------------------- \| \| 1.º \| Serge Pauwels \| Dimension Data \| 11 h 53 min 04 s \| \| \| 2.º \| Omar Fraile \| Dimension Data \| + 6 s \| \| \| 3.º \| Jonathan Hivert \| Direct Énergie \| + 7 s \| \| \| 4.º \| Brent Bookwalter \| BMC Racing Team \| + 18 s \| \| \| 5.º \| Matthew Holmes \| Madison Genesis \| + 20 s \| \| \| 6.º \| Maurits Lammertink \| Katusha-Alpecin \| + 20 s \| \| \| 7.º \| Mark Christian \| Aqua Blue Sport \| + 20 s \| \| \| 8.º \| Tao Geoghegan Hart \| Team Sky \| + 20 s \| \| \| 9.º \| Lennard Hofstede \| Team Sunweb \| + 20 s \| \| \| 10.º \| Joey Rosskopf \| BMC Racing Team \| + 35 s \| \| |                    |                 |                  |
| |                    |                 |                  |
| Fuentes: ProCyclingStats Cycling Quotient |                    |                 |                  |
| Clasificación general |                    |                 |                  |
| Ciclista | Ciclista           | Equipo          | Tiempo           |
| 1.º | Serge Pauwels      | Dimension Data  | 11 h 53 min 04 s |
| 2.º | Omar Fraile        | Dimension Data  | + 6 s            |
| 3.º | Jonathan Hivert    | Direct Énergie  | + 7 s            |
| 4.º | Brent Bookwalter   | BMC Racing Team | + 18 s           |
| 5.º | Matthew Holmes     | Madison Genesis | + 20 s           |
| 6.º | Maurits Lammertink | Katusha-Alpecin | + 20 s           |
| 7.º | Mark Christian     | Aqua Blue Sport | + 20 s           |
| 8.º | Tao Geoghegan Hart | Team Sky        | + 20 s           |
| 9.º | Lennard Hofstede   | Team Sunweb     | + 20 s           |
| 10.º | Joey Rosskopf      | BMC Racing Team | + 35 s           |

## Evolución de las clasificaciones
| Etapa (Vencedor)              | Clasificación general | Clasificación por puntos | Clasificación de la montaña | Trofeo de la combatividad |
| ----------------------------- | --------------------- | ------------------------ | --------------------------- | ------------------------- |
| 1.ª etapa (Dylan Groenewegen) | Dylan Groenewegen     | Dylan Groenewegen        | Etienne Van Empel           | Conor Dunne               |
| 2.ª etapa (Nacer Bouhanni)    | Caleb Ewan            | Caleb Ewan               | Etienne Van Empel           | Harry Tanfield            |
| 3.ª etapa (Serge Pauwels)     | Serge Pauwels         | Caleb Ewan               | Pieter Weening              | Dexter Gardias            |
| Clasificación final           | Serge Pauwels         | Caleb Ewan               | Pieter Weening              | No entregado              |

## UCI World Ranking
El Tour de Yorkshire otorga puntos para el UCI Europe Tour 2017 y el UCI World Ranking, este último para corredores de los equipos en las categorías UCI ProTeam, Profesional Continental y Equipos Continentales. Las siguientes tablas son el baremo de puntuación y los corredores que obtuvieron puntos:
| Posición              | 1.ª | 2.ª | 3.ª | 4.ª | 5.ª | 6.ª | 7.ª | 8.ª | 9.ª | 10.ª |
| Clasificación general | 125 | 85  | 70  | 60  | 50  | 40  | 35  | 30  | 25  | 20   |
| Por etapa             | 14  | 5   | 3   |     |     |     |     |     |     |      |
| Líder                 | 3   |     |     |     |     |     |     |     |     |      |

| Clasificación | Clasificación      | Clasificación   | Clasificación | Clasificación | Clasificación | Clasificación |
| Posición      | Ciclista           | Equipo          | General       | Etapa         | Líder         | Total         |
| ------------- | ------------------ | --------------- | ------------- | ------------- | ------------- | ------------- |
| 1.º           | Serge Pauwels      | Dimension Data  | 125           | 14            | -             | 139           |
| 2.º           | Omar Fraile        | Dimension Data  | 85            | 5             | -             | 90            |
| 3.º           | Jonathan Hivert    | Direct Énergie  | 70            | 6             | -             | 76            |
| 4.º           | Brent Bookwalter   | BMC Racing      | 60            | -             | -             | 60            |
| 5.º           | Matthew Holmes     | Madison Genesis | 50            | -             | -             | 50            |
| 6.º           | Maurits Lammertink | Katusha-Alpecin | 40            | -             | -             | 40            |
| 7.º           | Mark Christian     | Aqua Blue Sport | 35            | -             | -             | 35            |
| 8.º           | Tao Geoghegan Hart | Sky             | 30            | -             | -             | 30            |
| 9.º           | Lennard Hofstede   | Sunweb          | 25            | -             | -             | 25            |
| 10.º          | Joey Rosskopf      | BMC Racing      | 20            | -             | -             | 20            |